# Gaylussacia vitis-idaea
Gaylussacia vitis-idaea är en ljungväxtart som beskrevs av Carl Friedrich Philipp von Martius och Meissn. Gaylussacia vitis-idaea ingår i släktet Gaylussacia och familjen ljungväxter. Inga underarter finns listade i Catalogue of Life.